# Heide macleayorum
Heide macleayorum är en insektsart som först beskrevs av Rehn, J.A.G. 1952.  Heide macleayorum ingår i släktet Heide och familjen Morabidae. Inga underarter finns listade i Catalogue of Life.